# Mouscle
La Mouscle (la Mosle en 1501, la Moscla en 1535) est une petite rivière des Pyrénées-Atlantiques, en France, et un affluent droit du gave de Pau, dans lequel elle se jette à Montaut face aux grottes de Bétharram, entre la Batmale et le Lagoin.

## Géographie
Elle naît sur la commune de Lourdes, dans la forêt de Mourle, à l'ouest de Poueyferré.